# يانوش جورتات
يانوش كازيميرز جورتات (بالبولندية: Janusz Kazimierz Gortat) مواليد 5 نوفمبر 1948 في بولندا، هو ملاكم بولندي سابق صنّف ضمن فئة وزن خفيف الثقيل. حقق الميدالية البرونزية في الألعاب الأولمبية الصيفية 1972 وفي الألعاب الأولمبية الصيفية 1976.

## إحصائيات
خاض خلال مسيرته 31 نزالا، فاز في 27 وتعادل في 7 وخسر في 38.

## الميداليات
| الميدالية | المسابقة                       |
| --------- | ------------------------------ |
| برونزية   | الألعاب الأولمبية الصيفية 1972 |
| برونزية   | الألعاب الأولمبية الصيفية 1976 |

## روابط خارجية
- يانوش جورتات على موقع بوكس ريك (الإنجليزية) (registration required)
- يانوش جورتات على موقع أوليمبيديا (الإنجليزية)
- يانوش جورتات على موقع اللجنة الأولمبية البولندية (مؤرشف) (البولندية)